# Miciolino
Miciolino è stata una rivista quindicinale di fumetti pubblicata dal 1955 al 1977, con una interruzione tra il 1965 e il 1967.
Personaggio centrale della serie il gatto antropomorfo Miciolino, personaggio vagamente simile a Gatto Silvestro, creato da Ermanno Biamonte insieme all'amico Romano Sciovante e disegnato per lungo tempo da Lamberto Lombardi e Annibale Casabianca. Le avventure del personaggio vengono ospitate anche in altre riviste a fumetti dell'epoca, come Frugolino e Bingo, mentre su Miciolino vengono presentate anche altre serie, tra cui il picchio Chicco e il cane Puffi. Nell'estate del 1969 la rivista cambia nome in Le Avventure di Micetto, pur mantenendo il nome di Miciolino nei fumetti all'interno. In questo periodo vengono ospitate storie del personaggio Lupettino nella versione disegnata da Onofrio Bramante. La testata chiude nel 1977, dopo 23 anni di pubblicazione e oltre 270 numeri pubblicati. Storie di Miciolino vengono successivamente ristampate negli anni '80 all'interno delle riviste Carosello di giochi e Gli Audaci.